# Onze-Lieve-Vrouwekerk (Kampenhout)

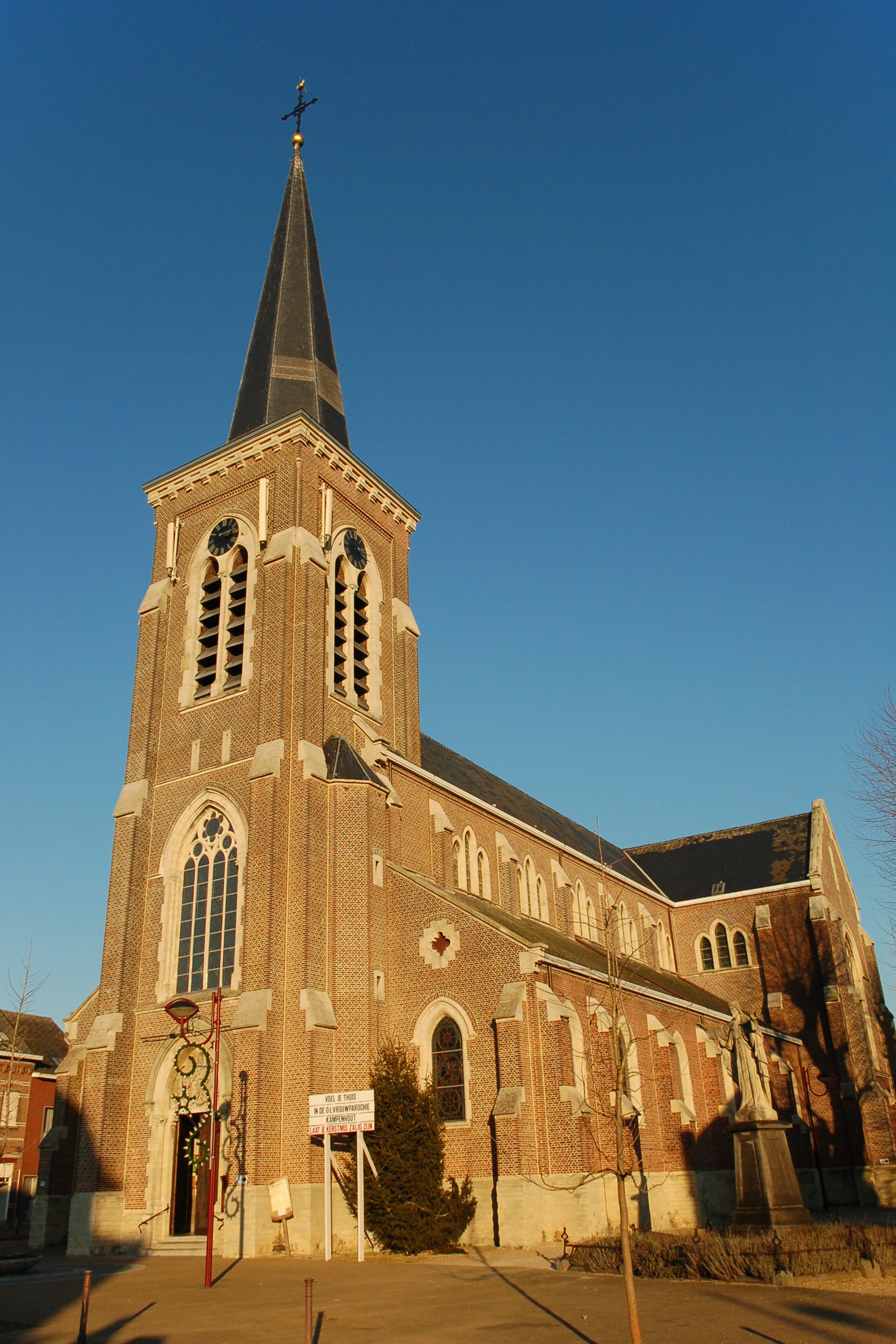
Onze-Lieve-Vrouwekerk

De Onze-Lieve-Vrouwekerk is de parochiekerk van de Vlaams-Brabantse plaats Kampenhout, gelegen aan de Kerkstraat 45.

## Geschiedenis
De parochie werd voor het eerst vermeld in 1125. Het patronaatsrecht werd toen overgedragen aan de Abdij van Kortenberg. Er was op een gegeven moment sprake van een laatgotisch kerkgebouw waaraan nog elementen in renaissance- en in rococostijl werden toegevoegd, respectievelijk in 1650 en 1752.
In 1874 werd deze kerk door een neogotisch bouwwerk vervangen.

## Gebouw
Het betreft een bakstenen kruisbasiliek met halfingebouwde westtoren die drie geledingen en een ingesnoerde naaldspits omvat. De kerk heeft een driezijdig afgesloten koor.

## Interieur
De kerk bezit een renaissance-preekstoel uit het begin van de 17e eeuw. Verder is er een gepolychromeerd gotisch Mariabeeld uit de 2e helft van de 16e eeuw. Het orgel werd gebouwd door de firma Jos Stevens in 1913. Het glas-in-loodramen zijn van 1939. 